# Gangkhar Puensum
El Gangkhar Puensum és la muntanya més alta de Bhutan i la més alta del món que encara no ha estat escalada, amb una alçada de 7.570 m i una prominència topogràfica d'uns 2.990 m. Està situada a la part oriental de la serralada de l'Himàlaia. Després que Bhutan s'obrís al muntanyisme el 1983, hi va haver quatre expedicions que van fracassar en els intents de fer el cim el 1985 i el 1986. En canvi, el 1998, un equip va coronar amb èxit un pic subsidiari de la muntanya des del Tibet.
El Gangkhar Puensum, alternativament transcrit com Gangkar Punsum o Gankar Punzum, que significa Els tres germans de la muntanya, va ser mesurat per primera vegada el 1922 però els mapes de la regió són poc acurats i la muntanya es mostra en diferents posicions i amb diferents alçades marcades. Així mateix, per culpa de mapes poc adequats, el primer equip que va intentar fer el cim va ser incapaç de trobar la muntanya.
El llibre de l'expedició britànica de 1986 assigna a la muntanya una alçada de 7.549,9 m i afirma que el Gangkhar Puensum pertany completament al Bhutan mentre que la propera muntanya Kula Kangri està completament dins del Tibet. El Kula Kangri, de 7.554 m, és una muntanya situada a uns 30 km al nord-est del Gangkhar Puensum, i va ser escalada per primer cop el 1986. S'han fet molts mapes d'aquesta muntanya i s'ha descrit que pertany al Tibet o al Bhutan.
Des de 1994, està prohibit escalar muntanyes més altes de 6.000 metres al Bhutan, per respecte a les creences espirituals locals, i des de 2003, el muntanyisme ha quedat completament prohibit. Per tant, el Gangkhar Puensum podrà mantenir el seu estatus únic durant algun temps: tots els altres cims més alts mai escalats solen ser pics subsidiaris de les muntanyes principals, i no muntanyes separades.
El 1998, una expedició japonesa va aconseguir un permís de l'Associació de muntanyisme xinesa per escalar la muntanya, però el permís va ser retirat degut a temes polítics amb Bhutan. En canvi, el mateix equip va partir del Tibet i va escalar amb èxit el cim subsidiari de 7.535 metres conegut com a Liankang Kangri (també anomenat Gangkhar Puensum Nord). En contra de la majoria de mapes, l'informe de l'expedició assenyala que aquest cim pertany al Tibet i que la frontera entre el Tibet i Bhutan creua el cim del Gangkhar Puensum, descrit com el "cim més alt de Bhutan", a 7.570 metres. Aquesta alçada està basada en les fonts japoneses, al seu torn basades en fonts xineses, però no ha estat avalada per Bhutan.